# كريل شبه محدودب
كريل شبه محدودب (الاسم العلمي: Euphausia paragibba) هو نوع من المفصليات يتبع جنس الكريل من الفصيلة الكريلية.